# Polypodiodes falcipinnula
Polypodiodes falcipinnula är en stensöteväxtart som beskrevs av S. K. Wu och J. Murata. Polypodiodes falcipinnula ingår i släktet Polypodiodes och familjen Polypodiaceae. Inga underarter finns listade.